# Aldeia Galega da Merceana e Aldeia Gavinha
Aldeia Galega da Merceana e Aldeia Gavinha (oficialmente: União das Freguesias de Aldeia Galega da Merceana e Aldeia Gavinha) é uma freguesia portuguesa do município de Alenquer, com 27,96 km² de área e 2911 habitantes (censo de 2021). A sua densidade populacional é 104,1 hab./km².

## História
Foi constituída em 2013, no âmbito de uma reforma administrativa nacional, pela agregação das antigas freguesias de Aldeia Galega da Merceana e Aldeia Gavinha, com sede em Aldeia Galega da Merceana.

## Demografia
A população registada nos censos foi:
| Distribuição da População por Grupos Etários | Distribuição da População por Grupos Etários | Distribuição da População por Grupos Etários | Distribuição da População por Grupos Etários | Distribuição da População por Grupos Etários | Distribuição da População por Grupos Etários |
| -------------------------------------------- | -------------------------------------------- | -------------------------------------------- | -------------------------------------------- | -------------------------------------------- | -------------------------------------------- |
| Antes da agregação                           |                                              |                                              |                                              |                                              |                                              |
| Ano                                          | 0-14 anos                                    | 15-24 anos                                   | 25-64 anos                                   | >= 65 anos                                   | Total                                        |
| 2001                                         | 466                                          | 382                                          | 1716                                         | 784                                          | 3348                                         |
| 2011                                         | 436                                          | 319                                          | 1669                                         | 797                                          | 3221                                         |
| Após a agregação                             |                                              |                                              |                                              |                                              |                                              |
| Ano                                          | 0-14 anos                                    | 15-24 anos                                   | 25-64 anos                                   | >= 65 anos                                   | Total                                        |
| 2021                                         | 347                                          | 274                                          | 1480                                         | 810                                          | 2911                                         |